# Iglesia católica en Corea del Norte

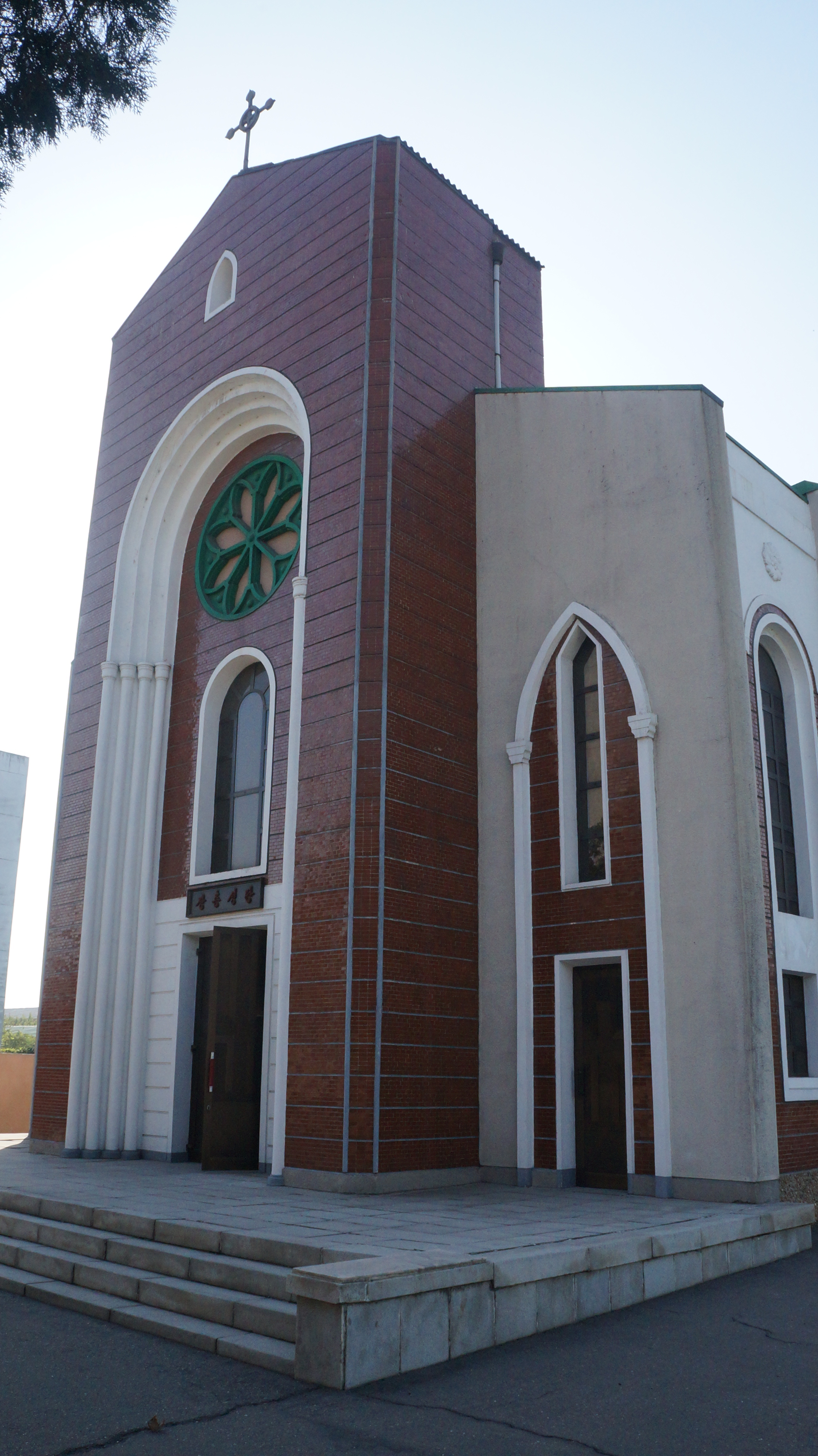
Catedral de Changchung en Pionyang.

La Iglesia católica cuenta con fieles en Corea del Norte, aunque esta no puede ejercer libremente ni puede nombrar sus propios ministros. El gobierno comunista creó, en junio de 1988, la llamada Asociación Católica Coreana (KCA) como un medio de control sobre la vida de los católicos, a semejanza de la Asociación Patriótica Católica China. Las iglesias católicas que existían hasta la fecha están inactivas.  Solo pueden ejercer el culto los miembros de la KCA, dominada por el gobierno de Kim Jong-un.
En general, el cristianismo en Corea del Norte es un movimiento clandestino. En algunos casos se ha denunciado internacionalmente la persecución al cristianismo en Corea del Norte. Cuando Kim Il-sung llegó al poder, los cristianos, o descendientes de personas cristianas, fueron clasificados como "clase hostil", es decir el extracto inferior más bajo de toda la jerarquía según el sistema de castas de Corea del Norte, conocido como songbun.
Después de la División de Corea, los sacerdotes, personas de vida consagrada y contemplativa que quedaron en la zona de Corea del Norte fueron enviados a los campos de concentración, martirizados, o dados por desaparecidos, al igual que muchos católicos seglares. En la actualidad no se aceptan la entrada de sacerdotes extranjeros o misioneros.
Según el Informe de Libertad Religiosa Internacional de 2015 publicado por el Departamento de Estado de los Estados Unidos, en el año 2002, había 800 católicos en el país. Por otro lado, el gobierno de Pionyang declaró oficialmente que había 4000 católicos en el país.
Kim Jong-il invitó al Papa Juan Pablo II a Pionyang después de la cumbre intercoreana del 2000, pero la visita no se materializó. También Kim Jong-un hizo una invitación similar al Papa Francisco luego de una serie de cumbres intercoreanas en 2018, siendo el presidente de Corea del Sur Moon Jae-in quien llevó dicha invitación de manera verbal durante una audiencia con el Pontífice. El Papa Francisco, en esa misma audiencia, aseguró estar dispuesto a visitar Pionyang si recibe una invitación oficial por parte del régimen norcoreano.
La KCA rechazó una invitación para asistir a la misa papal en Seúl el 18 de agosto de 2014, durante una visita de 4 días a Corea del Sur por el Papa Francisco.

## Historia
Los primeros misioneros católicos llegaron a Corea en 1794, una década después del regreso de Yi Sung-hun, un diplomático que fue el primer coreano bautizado en Pekín. Se estableció un movimiento católico laico de base en la península. Sin embargo, los escritos del misionero jesuita Matteo Ricci, que residía en la corte imperial de Beijing, ya habían sido traídos a Corea desde China en el Siglo XVII. Los eruditos del Silhak ("Aprendizaje práctico") se sintieron atraídos por las doctrinas católicas, y este fue un factor clave para la difusión de la fe católica en la década de 1790. La penetración de las ideas occidentales y el cristianismo en Corea se conoció como Seohak ("Aprendizaje occidental"). Un estudio del Siglo XIX descubrió que más de la mitad de las familias que se habían convertido al catolicismo estaban vinculadas a la escuela Silhak. En el año 1801, ya había más de 10 000 conversos. Pero ese mismo año, los cristianos se negaron a realizar los rituales ancestrales confucianos, y el gobierno de la Dinastía Joseon prohibió el proselitismo del cristianismo. Ese mismo año, tendría lugar la primera persecución cristiana, matando y martirizando a más de 300 cristianos.
Un gran número de cristianos vivía en la mitad norte de la península, donde la influencia confuciana no era tan fuerte como en el sur. Antes de 1948 Pionyang era un importante centro cristiano: una sexta parte de su población de aproximadamente 300 000 personas eran conversos cristianos. La población de la diócesis de Pionyang a partir de 1943 era 3.650.623, todos coreanos étnicos.
Después de la división de Corea, sin embargo, el gobierno comunista bajo el mando de Kim Il-sung persiguió a los cristianos acusándoles de ser colaboradores imperialistas y espías. Gran parte de la comunidad católica fue asesinada o encarcelada, y muchos huyeron al sur. El martirio de los monjes benedictinos de la abadía de Tokwon se documentó cuando se inició el proceso de beatificación.
El 30 de junio de 1988, se creó la Asociación Católica Coreana (la Iglesia estatal), como organismo de control de católicos en el territorio nacional. Desde su creación, Samuel Chang Jae-on ha sido el presidente de esta organización. La asociación publicó un catecismo y un libro de oraciones en 1991.

## Legalidad religiosa en el país
De acuerdo a la Constitución de Corea del Norte, en el artículo 68 marcan que "El ciudadano tiene libertad de creencia religiosa. Este derecho es garantizado con el permiso para construir edificios y celebrar ceremonias religiosas. No se puede aprovechar la religión para introducir fuerzas extranjeras o perturbar el orden estatal y social del país".

## Diócesis y arquidiócesis
- Archidiócesis de Seúl 서울 (sede en Corea del Sur)
- Diócesis de Chuncheon 춘천 (sede en Corea del Sur)
- Diócesis de Hamhung 함흥
- Diócesis de Pionyang 평양
- Abadía territorial de Tokwon 덕원[25][26]